# Katalin Győrffy
Katalin Győrffy, coniugata Balláné (Budapest, 30 maggio 1957), è un'ex schermitrice ungherese, vincitrice di una medaglia d'argento ed una di bronzo ai campionati mondiali di scherma.